# 練習機の一覧
練習機の一覧は、「練習機」を開発された国ごとと時代ごとにまためた一覧である。

## 第二次世界大戦終戦まで

### アメリカ合衆国
- ステアマン・エアクラフト　PT-13
- フェアチャイルド PT-19 コーネル
- ノースアメリカン AT-6/SNJテキサン
- カーチスAT-9 ジープ
- フリートウィングス BT-12
- ヴァルティー BT-13/15 バリアント
- セスナ AT-17　ボブキャット
- フェアチャイルド AT-21 ガンナー
- スパルタン NP-1
- ティム N2T チューター
- カーチス SNC ファルコン
- NAF N3N

### イギリス
- デ・ハビランド タイガー・モス
- エアスピード オックスフォード
- ホーカー ヘンリー　※標的曳航機
- マイルズ マジスター
- マイルズ マスター
- マイルズ マーチネット
- マイルズ モニター　※標的曳航機
- パーシバル プロクター

### オーストラリア
- CAC ワイラウェイ

### オーストリア
- タウベ (航空機)

### ソビエト連邦
- ポリカールポフ Po-2
- ヤコヴレフ UT-2

### 日本
海軍
- 横廠式イ号甲型水上練習機
- 一〇式自由気球
- 一三式練習機 K1Y
- 三式陸上初歩練習機 K2Y
- 九〇式機上作業練習機 K3M
- 九〇式水上初歩練習機 K4Y
- 九一式中間練習機（試作のみ）
- 九三式中間練習機 K5Y
- 十一試水上中間練習機 K6K/K6W（試作のみ）
- 十一試機上作業練習機 K7M（試作のみ）
- 零式水上初歩練習機 K8K
- 十二試水上初歩練習機 K8W/K8P（試作のみ）
- 紅葉（二式陸上初歩練習機） K9W
- 二式陸上中間練習機 K10W
- 白菊 K11W
- 二式練習用戦闘機 A5M4-K
- 零式練習用戦闘機 A6M2/5-K
- 明星 D3Y1-K（試作のみ）
- 二式練習用飛行艇 H9A
- 若草 MXJ1
- 秋草 MXY8
- 秋花 MXY9（計画のみ）
- 瓦斯電一型練習機（試作のみ）
- 力
- 五十鈴（計画のみ）
- 文部省式1型（民間機を転用）

陸軍
- 三型滑走機（飛行能力なし）
- 中島式五型練習機
- 一型自由気球
- 九五式一型練習機 キ9
- 九五式二型練習機 キ6
- 九五式三型練習機 キ17
- キ24
- 九九式高等練習機 キ55
- 一式双発高等練習機 キ54
- 二式高等練習機 キ79
- 四式基本練習機 キ86
- キ107（試作のみ）
- ク5（試作のみ）
- ク12（試作のみ）
- R-1（試作のみ）
- R-2（試作のみ）
- R-3（試作のみ）
- R-5（試作のみ）
- R-38（試作のみ）
- 蜻蛉型練習機（試作のみ）

### ドイツ
- ビュッカー Bü 131 ユングマン
- ビュッカー Bü 133 ユングマイスター
- ビュッカー Bü 181 ベストマン
- アラド Ar 96
- アラド Ar 396
- フォッケ・ウルフ Fw 44 シュティーグリッツ
- フォッケ・ウルフ Fw 56 シュテッサー
- フォッケ・ウルフ Fw 58 ヴァイエ
- ゴータ Go 145
- クレム Kl 25
- クレム Kl 35

### フィンランド
- VL ピリ

## 第二次世界大戦後

### アメリカ合衆国
- T-1 (T2V) シースター 海軍
- T-2 (T2J) バックアイ 海軍
- TT-2 ピント　- 海軍
- T-28 トロージャン
- T-33 シューティングスター
- T-34 メンター
- YT-35 バッカルー - サウジアラビア空軍が使用。
- T-37 トウィート
- T-38 タロン
- T-41 メスカレロ
- T-43
- T-45 ゴスホーク
- T-46
- T-53A
- T-1 ジェイホーク
- T-3 ファイアフライ
- T-6 テキサンII
- TC-4C
- UV-18 ツインオター
- TA-4　- アメリカ海軍やイスラエルにて高等練習機として使用。
- SF-5B - スペイン空軍が高等練習機として使用。

### アメリカ・イスラエル共同開発
- ジャベリン

### アメリカ・スウェーデン共同開発
- T-7A レッドホーク

### アルゼンチン
- IA 63 パンパ

### インド
- HJT-16 キラン
- HJT-36 シタラ

### イギリス
- ボールトンポール バリオール
- パーシヴァル プロヴォスト
- スコティッシュ・アビエーション ブルドッグ
- スリングスビー T67 ファイアフライ
- フォーランド ナット
- BAe ホーク
- BAC ジェット・プロヴォスト

### イタリア
- フィアット G.80
- アエルマッキ SF-260
- アエルマッキ MB-326
- アエルマッキ MB-339
- アエルマッキ S-211
- M-311/M-345
- M-346 マスター

### イラン
- JT-2 タザルヴ
- パラストー14[1]

### オーストラリア
- CAC ウィンジール

### オランダ
- フォッカー S.14

### カナダ
- DHC-1 チップマンク
- CL-41 チューター
- CT-142

### スイス
- ピラタス P-3
- ピラタス PC-7
- ピラタス PC-9
- ピラタス PC-21

### スウェーデン
- サーブ 91 サフィール
- サーブ 105
- サーブ MFI-15

### スペイン
- イスパノ HA 200
- C-101 アビオジェット

### 大韓民国
- KT-1
- T-50

### チェコスロヴァキア/チェコ
- L-29デルフィーン
- L-39アルバトロス
- L-59アルバトロス
- L-159アルバトロス
- L-200モラヴァ
- ズリーン142

### 中華民国（台湾）
- T-CH-1
- AT-3

### 中華人民共和国
- 初教6型（CJ-6）
- 教練8型（JL-8, K-8 カラコルム）
- 教練9型（JL-9）
- 教練10型（JL-10）

### チリ
- T-35 ピラン

### ドイツ
- MBB 223 フラミンゴ
- RFB ファントレーナー
- アレキサンダー・シュライハー ASK 13
- アレキサンダー・シュライハー ASK 23
- グロプ G 115
- グロプ G 120
- マコ

### ドイツ・フランス共同開発
- アルファジェット

### 日本
- 初等練習機：KAT-1（空自・試作のみ）、KM-2（海自）、T-3（空自） 、T-5（海自）、T-7（空自）
- 中等練習機：T-1A/B（空自）、T-4（空自）
- 高等練習機：T-2（空自）、T-400（空自）
- 航法訓練機：TC-90（海自）
- 機上作業練習機：YS-11T-A（海自）
- その他：R-52（民間）、TT-10（民間）

### ニュージーランド
- CT/4 エアトレーナー

### フィンランド
- ヴァルメト ヴィフーリ
- L-70 レディゴ

### フランス
- ラリー
- TB30 エプシロン
- フーガ・マジステール

### ブラジル
- EMB-312 ツカノ
- EMB-314 スーパーツカノ

### ポーランド
- TS-8ビェス
- TS-11イスクラ
- I-22イリダ
- I-23マナゲル
- M-26イスキェルカ
- PZL-130オルリク

### ユーゴスラヴィア
- G-2 ガレブ
- G-4 スーパーガレブ
- J-22 オラオ

### ルーマニア
- IAR-93 ヴルトゥル
- IAR-99 ショイム
- IAR-823
- コンドル

### ソ連/ロシア
- Yak-7
- Yak-11
- Yak-18
- Yak-52
- Yak-55
- Yak-130
- Yak-152
- MiG-15UTI
- MiG-AT
- SR-10